# Liocranoeca emertoni
Espèce
Synonymes
- Agroeca emertoni Kaston, 1938

Liocranoeca emertoni est une espèce d'araignées aranéomorphes de la famille des Liocranidae.

## Distribution
Cette espèce est endémique des États-Unis. Elle se rencontre au Massachusetts et au Connecticut.

## Publication originale
- Kaston, 1938 : North American spiders of the genus Agroeca. American Midland Naturalist, vol. 20, p. 562-570.